# Toryanse
「Toryanse」（とおりゃんせ）は、新しい学校のリーダーズの楽曲。2024年1月26日に配信限定シングルとしてリリースされた。

## 概要
前作「Tokyo Calling」より約3か月後のリリース。
2024年1月9日に開催された日本武道館での単独公演で初披露された楽曲で、ブラジリアンフォンクにインスパイアされたエレクトロニックなビートの上で、日本の童歌「通りゃんせ」をモチーフとしている。歌詞には「通りゃんせ」意外にも、「あんたがたどこさ」、「赤い靴」、「ほたるこい」といった童歌の一文も含まれている。
歌唱時はセーラー服の上からドテラを羽織ってパフォーマンスされる。2024年公演の「コーチェラ・フェスティバル」やWorld Tourではオープニングの演目として披露され、同じ和のテイストを持つ楽曲「Omakase」へと繋げた。